# 문병호 (신학자)
문병호(文柄皓, 1963년 8월 4일[음] -)는 대한민국의 칼빈신학자이자 개혁파 조직신학자로서 총신대학교 신학대학원 조직신학 교수이고 대한예수교장로회(합동) 측 십자가지기교회 목사이며 한국칼빈-개혁신학연구소 소장 및 개혁신학회 회장이다. 영국의 세계적인 칼빈학자이며 세계칼빈학회 회장을 역임한 데이비드 F. 라이트 교수의 제자이며, 기독론 연구의 전문가로 평가받는다. 존 칼빈의 기독교 강요를 한국 최초로 라틴어 판에서 직접 한국어로 번역하였다.

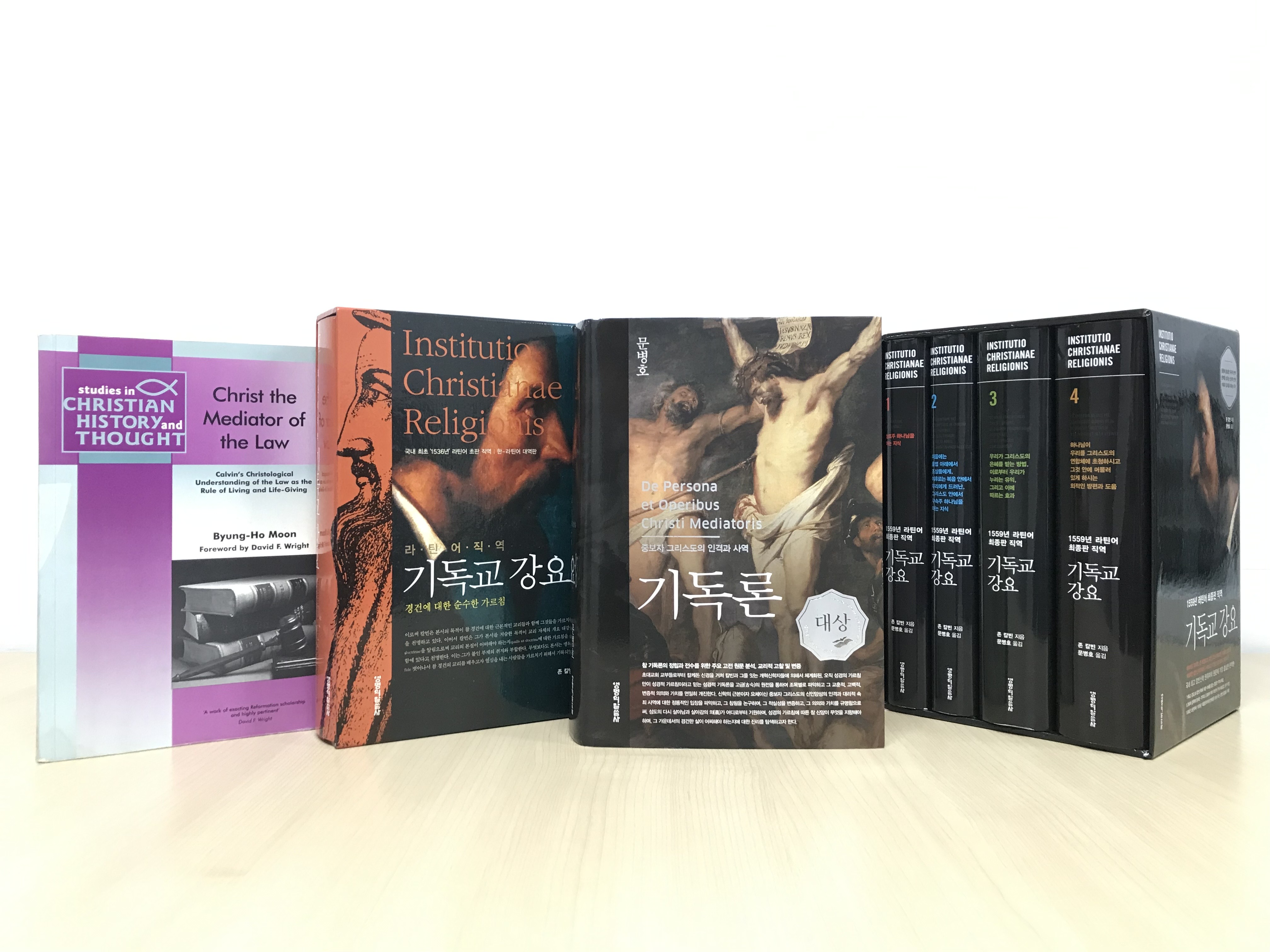
문병호 박사의 대표 저서와 역서

## 학력
- 대구 영남고등학교

- 고려대학교 법대 법학과(B.A.)

- 총신대학교 신학대학원(M.Div., 학위논문: "그리스도의 양성론: 칼케돈 전통과 루터의 신학" [1995])
- 미국 Western Theological Seminary(Th.M., 학위논문: "Three Perspectives on Calvin's Concept of Natural Law and Their Relevance for His Commentary on Seneca's De Clementia" [2000]) 지도교수 존 헤셀링크
- 영국 스코틀랜드 University of Edinburgh(Ph.D., “Lex Dei Regula Vivendi et Vivificandi: Calvin’s Christological Understanding of the Law in the Light of His Concept of Christus Mediator Legis” [2003]) 지도교수 데이비드 F. 라이트
- 미국 Calvin Theological Seminary에서 연구
- 스위스 Université de Genève의 Institut d'histoire de la Réformation (IHR)에서 연구

## 경력
- 학생처장(2010.03.01.-2012.02.29.)
- 경건훈련원장(2016.02.29.-2018.02.28.)
- 교무지원처장(2020.06.09.-2022.06.10.)
- 현 총신대학교 신학대학원 교수
- 현 십자가지기교회 목사
- 현 개혁신학회 회장
- 현 한국칼빈-개혁신학연구소 소장
- 현 대한성서공회 『성경전서 개역개정판』 개정 위원회(신약부분) 위원

## 학자적 관심
문병호 교수의 학자적 관심은 테르툴리아누스, 아타나시우스, 아우구스티누스, 알렉산드리아의 키릴로스를 비롯한 초대 교부들로부터 칼빈을 거쳐 튜레틴과 오언 등으로 대변되는 정통 개혁신학자들과 청교도 신학자들 그리고 바빙크와 핫지와 워필드를 위시한 근현대의 개혁신학자들에 이르는 정통 기독교의 입장을 계승하고 심화시킴으로써 참 신학을 종합적이고 체계적으로 수립하고 있다.
슐라이어마허, 바르트, 라너를 필두로 하는 자유주의, 신정통주의, 로마 가톨릭 신학,  WCC(World Council of Churches, 세계교회협의회)와 WEA(World Evangelical Alliance, 세계복음주의연맹)로 대변되는 신복음주의 신학과 에큐메니즘 및 에큐메니컬 활동에 대해 비판적 연구를 하고 있다.

## 학술 및 교수 활동
문병호 교수는 기독교 신학의 핵심이 되는 기독론 교리 전반을 아우구스티누스를 비롯한 초대교부들로부터 칼빈과 그를 잇는 개혁신학자들의 정통적 입장에 서서 구속사적-구원론적 관점으로 개진하고 가르치며 변증하는 데 주력해 왔다.
그 가장 주요한 결실이 그의 책 『기독론: 중보자 그리스도의 인격과 사역』(서울: 생명의말씀사, 2016)이었다. 본서의 모판이 되는 책은 Christ the Mediator of the Law: Calvin’s Christological Understanding of the Law as the Rule of Living and Life-Giving (Paternoster, 2006)이었다. 이는 그의 박사 학위 논문으로서 개혁파 언약신학이 칼빈의 기독론적 율법관에 정초하고 있음을 논증하였다. 본서의 정통 개혁신학적 입장을 견지하는 가운데, 『30주제로 풀어 쓴 기독교 강요: 성경교리정해』(서울: 생명의말씀사, 2013 수정증보판), 『칼빈신학: 근본 성경교리 해석』(서울: 지평서원, 2015), 『개혁신학과 한국 장로교 보수신학』(서울: CLC, 2019), 『말씀으로 풀어 쓴 사도신경』(서울: 익투스, 2020)이, 그 동일한 맥락에서, 『교회의 ‘하나 됨’과 교리의 ‘하나임’: WCC의 ‘비(非)성경적,’ ‘반(反)교리적’ 에큐메니즘 비판, 정통 개혁주의 조직신학적 관점에서』(서울: 지평서원, 2012)와 『WEA 신복음주의 신학과 에큐메니칼 활동 비판: WEA에 편승하여 로마 가톨릭과 신학적 일치를 추구하고 포용주의, 혼합주의, 다원주의로 나아감』(서울: 솔로몬, 2021), 『칼 바르트 신학 비판: 정통 개혁신학 계시론적-삼위일체론적-기독론적-구원론적 관점에서』(서울: 레포르마티오, 2025)이 저술되었다.
문병호 교수는 칼빈신학을 교리 조목별로 다룬 다수의 논문, 칼빈 외 다른 여러 신학자의 기독론(언약, 위격적 연합, 속죄론) 및 그들의 삼위일체론(삼위일체론적-기독론적 관점), 계시론(계시의 정점 그리스도), 구원론(그리스도와 연합, 믿음, 의의 전가), 교회론(교회의 기독론적 본질과 당위), 성찬론(성례적 연합과 그리스도의 위격적 연합 가운데서의 현존) 등을 기독론에 주안점을 두고 다룬 다수의 논문을 집필하였는데, 테르툴리아누스와 아우구스티누스를 비롯한 초대교부들, 도르트 신경과 웨스트민스터 신앙고백서를 비롯한 개혁 신경들, 윌리엄 틴델, 피터 마터 버미글리, 존 녹스, 프란시스 툴레틴, 찰스 핫지, 아브라함 카이퍼, 헤르만 바빙크, 벤저민 B. 워필드를 비롯한 개혁신학자들의 입장을 조직신학적으로 개진한 글들과, 중세 유명론자 가브리엘 비엘과 트렌트 신경 등에 대한 연구를 통하여 로마 가톨릭 신학을 비판하거나 프리드리히 슐라이어마허, 칼 바르트, 폴 틸리히 등에 대한 연구를 통한 자유주의와 신정통주의 신학 비판을 하는 글들이 포함되었다.
문병호 교수는 존 칼빈의 『기독교 강요』 1536년 초판과 1559년 마지막 판을 한국 최초로 라틴어 판에서 직접 한국어로 번역하였다. 이 두 번역서에서 라틴어 원문에 충실한 자구적 번역과 문맥을 살리는 신학적 번역을 추구하였는데, 특미 마지막 판 번역에는 칼빈이 달지 않았던 1,277절의 제목을 달고, 각주를 새로 붙이고, 라틴어 용어집을 수록하였다. 문병호 교수는 목사로서 2011년부터 십자가지기교회를 개척하여 시무하고 있으며 복음의 요체를 풀어서 전하고 성경 전체를 교리적으로 강해하는 데 주력하고 있다. 아울러 칼빈의 『기독교 강요』를 순서에 따라 교리적으로 해설하는 “문병호 교수 직역직강 『기독교 강요』 주제별 200강좌”가 매주 한국칼빈-개혁신학연구소 홈페이지와 유튜브에 업로드되고 있다.

## 작품 수상

### 저술
- 2008년 총신학술상(논문 부문): "칼빈의 경건신학." 「성경과 신학」 44 (2007): 7-49. 보관됨 2022-09-08 - 웨이백 머신
- 2013년 총신학술상(저술 부문): 『교회의 ‘하나 됨’과 교리의 ‘하나임’: WCC의 ‘비(非)성경적,’ ‘반(反)교리적’ 에큐메니즘 비판, 정통 개혁주의 조직신학적 관점에서』. 지평서원, 2012.
- 제33회 한국기독교출판문화상 대상(2016년)[6]: 『기독론: 중보자 그리스도의 인격과 사역』. 생명의말씀사, 2016.

### 번역
- 제26회 한국기독교출판문화상 최우수상(번역 부문, 2009년)[7]: 『라틴어직역 기독교 강요: 경건에 대한 순수한 가르침』, 1536년 라틴어 초판 직역. 생명의말씀사, 2009.
- 제37회 한국기독교출판문화상 최우수상(번역 부문, 2020년)[8]: 『기독교 강요: 1559년 라틴어 최종판 직역』. 생명의말씀사, 2020.

## 저서 및 역서

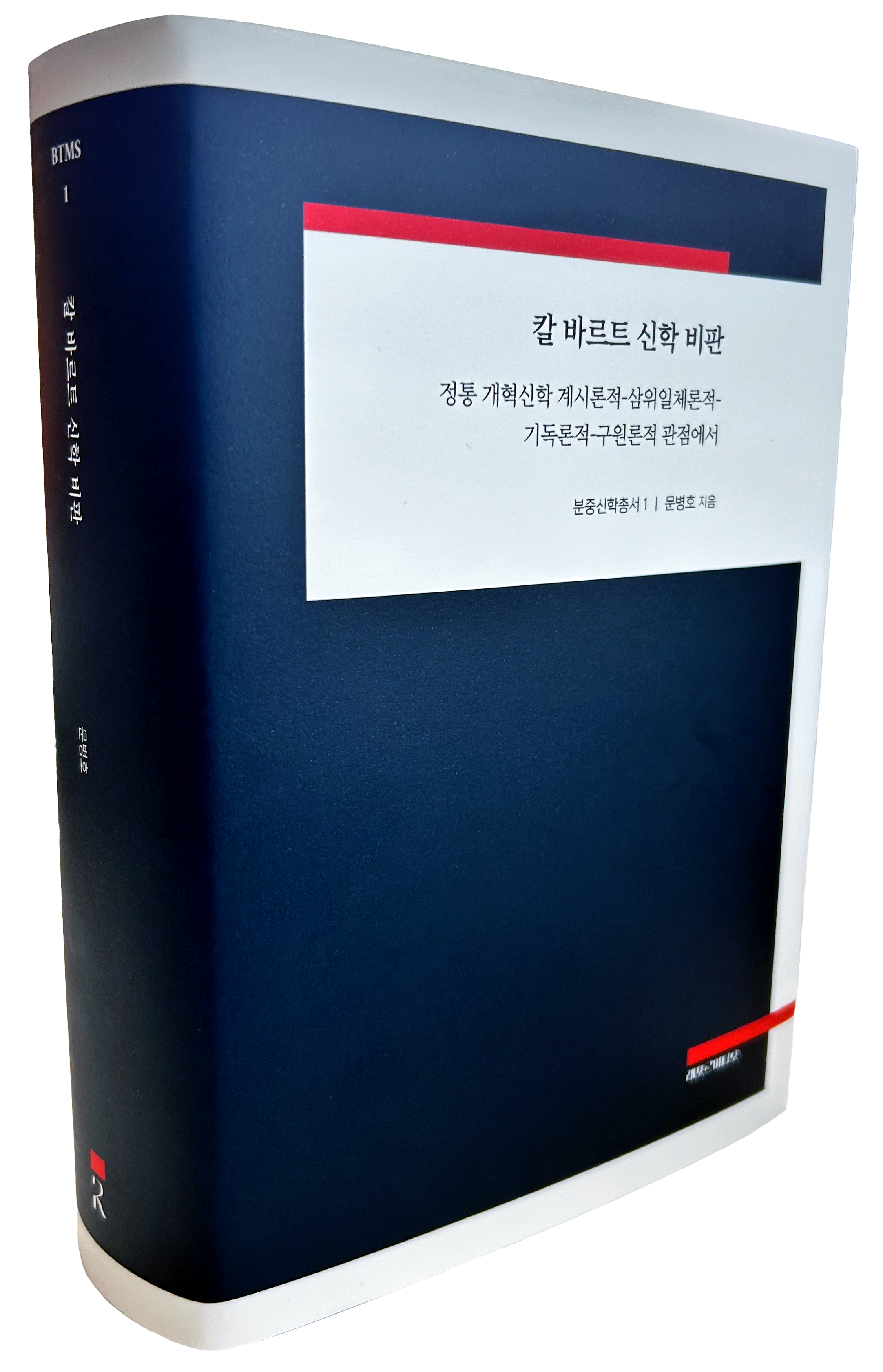
『칼 바르트 신학 비판: 정통 개혁신학 계시론적-삼위일체론적-기독론적-구원론적 관점에서』(레포르마티오, 2025)

### 저서
- Christ the Mediator of the Law: Calvin’s Christological Understanding of the Law as the Rule of Living and Life-Giving. Paternoster, 2006.
- 『교회의 ‘하나 됨’과 교리의 ‘하나임’: WCC의 ‘비(非)성경적,’ ‘반(反)교리적’ 에큐메니즘 비판, 정통 개혁주의 조직신학적 관점에서』. 지평서원, 2012.
- 『30주제로 풀어 쓴 기독교 강요: 성경교리정해』. 생명의말씀사, 2013 수정증보판.
- 『칼빈신학: 근본 성경교리 해석』. 지평서원, 2015.
- 『기독론: 중보자 그리스도의 인격과 사역』. 생명의말씀사, 2016.
- 『기독교의 진리』. 생명의말씀사, 2016.
- 『서기행 목사 평전: 교역과 교정 그리고 한국교회』. CLC, 2018.
- 『개혁신학과 한국 장로교 보수신학』. CLC, 2019.
- 『말씀으로 풀어 쓴 사도신경』. 익투스, 2020.
- 『WEA 신복음주의 신학과 에큐메니칼 활동 비판: WEA에 편승하여 로마 가톨릭과 신학적 일치를 추구하고 포용주의, 혼합주의, 다원주의로 나아감』. 솔로몬, 2021.
- 『칼 바르트 신학 비판: 정통 개혁신학 계시론적-삼위일체론적-기독론적-구원론적 관점에서』. 레포르마티오, 2025.

### 역서
- 『라틴어직역 기독교 강요: 경건에 대한 순수한 가르침』. 1536년 라틴어 초판 직역. 생명의말씀사, 2009.
- 『기독교 강요: 1559년 라틴어 최종판 직역』. 생명의말씀사, 2020.

## 학술 논문[9]
- Moon, Byung-Ho. “Lex Dei Regula Vivendi et Vivificandi: Calvin’s Christological Understanding of the Law in the Light of His Concept of Christus Mediator Legis.” Ph. D. diss., Edinburgh: University of Edinburgh, 2003.
- 문병호. “Lex Dei Regula Vivendi et Vivificandi: 율법의 사역과 용법에 대한 칼빈의 기독론적 이해”. 「성경과 신학」 37 (2005): 355-394. 보관됨 2022-09-08 - 웨이백 머신
- 문병호. “칼빈 율법관의 법학적 기원”. 「법사학연구」 31 (2005): 315-353.
- Moon, Byung-Ho. “Natural Law in Calvin’s Commentary on Seneca’s De Clementia Centered on its Epistemological Aspect.” Chongshin Theological Journal 11/1 (2006): 121-155.
- 문병호. “칼빈의 기독론적 출애굽 이해”. 「신학지남」 73/1 (2006): 323-345.
- 문병호. “율법의 규범적 본질: 칼빈의 기독론적 이해의 고유성”. 「개혁논총」 4 (2006): 191-216.
- 문병호. “칼빈의 교회론: 기독론 삼위일체론 관점에서”. 「조직신학연구」 8 (2006): 44-71.
- 문병호. “율법의 중보자 그리스도(Christus Mediator Legis): 칼빈의 율법관의 기독론적 기초”. 「칼빈연구」 4 (2006): 121-150.
- 문병호. “그리스도의 무름(Satisfactio Christi I): 개혁주의 속죄론의 형성”. 「신학지남」 73/4 (2006): 326-250.
- 문병호. “구원의 정점(Culmen Salutis): 칼빈이 설교한 기독론”. 「개혁논총」 6 (2007.03): 87-113.
- 문병호. “중보자 그리스도의 중보론: 서철원 박사 신학의 정수(Medulla) I”. 「신학지남」 74/1 (2007): 26-46.
- 문병호. “중보자 그리스도의 중보론: 서철원 박사 신학의 정수(Medulla) II”. 「신학지남」 74/2 (2007): 182-201.
- 문병호. "칼빈의 경건신학." 「성경과 신학」 44 (2007): 7-49. 보관됨 2022-09-08 - 웨이백 머신
- Moon, Byung-Ho. “The Seat of the Image of God: Calvin’s Christological Understanding of the Soul as Substantia.” Chongshin Theological Journal 13/1 (2008): 138-167.
- 문병호. “칼빈의 계시론”. 「칼빈과 성경」 2 (2008): 63-88.
- Moon, Byung-Ho. “Christus Mediator Legis: The Foundation of Calvin’s Christological Understanding of the Law.” in Herman J. Selderhuis, ed., Calvinus Sacrarum Literarum Interpres: Papers of the International Congress on Calvin Research. Göttingen: Vandenhoeck & Ruprecht, 2008: 88-107.
- 문병호. “Expiatio, Propitiatio, Reconciliatio(속죄, 용서, 화목): 바빙크의 그리스도의 무름 이해”. 「신학지남」 75/2 (2008): 325-346.
- 문병호. “언약의 실체 그리스도(Christus Substantia Foederis): 프란시스 뚤레틴의 은혜 언약의 일체성 연구”. 「개혁논총」 9 (2008): 119-144.
- 문병호. “워필드의 그리스도의 신격(Deitas) 이해”. 「신학지남」 79/3 (2008): 92-115.
- 문병호. “계시의 정점(Culmen Revelationis): 칼빈의 기독론적 이해”. 「조직신학연구」 11 (2008): 7-28.
- Moon, Byung-Ho. “Calvin’s Theological Use of the Rhetoric of God’s Accommodation: Centered on His Commentary of Psalm 78.” Evangelical Theological Society (2008): 1-15.
- 문병호. “알파코스 비판: 개혁주의 성령론의 관점에서”. 「신학지남」 75/4 (2008): 283-307.
- 문병호. “칼빈의 기독론”. 『칼빈 신학 개요』. 한국칼빈학회 엮음. 서울: 두란노아카데미, 2009: 69-84.
- 문병호. “개혁주의 신학을 통해 본 성육신 이해”. 「신학지남」 76/2 (2009): 123-144.
- 문병호. “교리와 교육: 칼빈의 제 1차 신앙교육서를 중심으로”. 「개혁논총」 11 (2009): 313-344.
- 문병호. “산상설교 주석에 나타난 칼빈의 기독론적 율법관: 멜랑히톤과 부써의 이해와 더불어”. 「루터연구」 22 (2009): 37-62.
- 문병호. “보혜사 성령의 구원 역사: ‘칼빈의 중보자 그리스도의 영’ 이해를 중심으로”. 「개혁논총」 13 (2010): 289-327.
- 문병호. “‘비(非)성경적, 반(反)교리적’: WCC의 가시적 교회일치론 비판”. 「역사신학논총」 19 (2010): 40-62. 보관됨 2022-09-08 - 웨이백 머신
- 문병호. “자유주의 신학의 기원: 슐라이어마허의 기독교의 본질 이해 비판”. 「조직신학연구」 13 (2010): 220-240.
- 문병호. “참 교회의 본질: 칼빈의 설교에 구현된 Sola Scriptura 원리”. 「신학지남」 77/4 (2010): 167-192.
- 문병호. “칼빈 성령론의 자리와 우주적, 일반 은총적 역사”. 「개혁논총」 16 (2010): 255-284. 보관됨 2022-09-08 - 웨이백 머신
- Moon, Byung-Ho. “A Criticism of Schleiermacher’s Mystical and Pantheistic Christology.” Chongshin Theological Journal 16/1 (2011): 50-81.
- 문병호. “개혁주의생명신학의 영생관: 칼빈의 요한문헌 주석을 중심으로”. 「생명과 말씀」 3 (2011): 9-50. 보관됨 2022-09-08 - 웨이백 머신
- 문병호. “혜원 정규오 목사의 자유주의 신학 비평”. 「신학지남」 78/2 (2011): 92-116.
- 문병호. “터툴리안의 기독론적 변증: 그리스도의 육체론을 중심으로”. 「신학지남」 78/4 (2011): 94-119.
- 문병호. “구원론적 기독론 이해의 기원: 터툴리안의 육체의 부활론 중심으로”. 「성경과 신학」 61 (2012): 275-300. 보관됨 2022-09-08 - 웨이백 머신
- 문병호. “한국 장로교 신학의 기원과 형성: 총회 설립 100주년을 즈음해서”. 「신학지남」 79/2 (2012): 40-69.
- 문병호. “한국 장로교 신학의 맥: 칼빈, 녹스, 웨스트민스터 신앙고백서, 박형룡의 기독론적 교회론 중심으로”. 「개혁논총」 22 (2012): 119-156. 보관됨 2022-09-08 - 웨이백 머신
- 문병호. “정암 박윤선의 개혁주의 언약사상-조직신학의 관점”. 「신학정론」 30/2 (2012): 465-494.
- Moon, Byung-Ho. “Bavinck’s Understanding of Christ the Mediator’s Hypostatic Union.” Chongshin Review 18 (2013): 172-209.
- 문병호. “차알스 홧지의 그리스도의 양성의 위격적 연합 교리 I: 영원한 작정과 역사적 언약에 관한 성경적 사실들”. 「신학지남」 80/1 (2013): 81-104.
- 문병호. “죽산 박형룡의 언약신학: ‘언약적 전가’ 개념을 중심으로 한 ‘차별금지법’에 대한 단상과 더불어”. 「신학지남」 80/2 (2013): 83-102.
- 문병호. “개혁주의란 무엇인가?: 신학과 신앙의 요체”. 「개혁논총」 27 (2013): 61-93. 보관됨 2022-09-08 - 웨이백 머신
- 문병호. “박형룡의 그리스도의 위격적 연합 교리 이해: 구속사적-구원론적 관점에서”. 「신학지남」 80/4 (2013): 112-132.
- 문병호. “프란시스 뚤레틴의 그리스도의 위격적 연합 교리 이해: 칼빈의 계승과 심화라는 측면을 덧붙여”. 『칼빈 이후의 개혁신학자들』. 개혁주의학술원 편 (부산: 고신대학교 개혁주의학술원, 2013): 208-232.
- 문병호. “김길성 교수의 교회론”. 「신학지남」 81/3 (2014): 7-26.
- 문병호. “칼빈의 성도의 표지론: 그리스도인의 리더쉽에 대한 교리적 고찰”. 「성경과 신학」 71 (2014): 23-58. 보관됨 2022-09-08 - 웨이백 머신
- 문병호. “그리스도의 의의 유일성과 객관성: 칼빈의 트렌트 회의 비판의 요지와 요체”. 「개혁논총」 32 (2014): 45-93. 보관됨 2022-09-08 - 웨이백 머신
- 문병호. “WCC와 한국교회: 죽산 박형룡과 해원 정규오 중심으로”. 「신학지남」 81/4 (2014): 85-114.
- Moon, Byung-Ho. “A Critique of Karl Barth’s Dialectical Understanding of the Person and Work of Jesus Christ.” Chongshin Theological Journal 20/1 (2015): 80-119.
- 문병호. “윌리엄 틴데일의 기독론적 율법 이해의 한계”. 『칼빈시대 영국의 종교개혁가들』. 개혁주의학술원 편 (부산: 고신대학교 개혁주의학술원, 2015): 145-169.
- 문병호. “버미글리의 성찬에 있어서의 그리스도의 몸의 현존 이해: 칼빈에 비추어”. 「개혁논총」 35 (2015): 99-135. 보관됨 2022-09-08 - 웨이백 머신
- 문병호. “남북통일에 대한 교리적 일고(敎理的一考): 구속사적-구원론적 관점을 제안”. 「개혁논총」 36 (2015): 65-103. 보관됨 2022-09-08 - 웨이백 머신
- 문병호. “어거스틴의 중보자 그리스도의 인격 이해: 위격적 연합에 따른 신인양성의 속성교통을 중심으로”. 「신학지남」 82/4 (2015): 113-140.
- 문병호. “그리스도의 의의 전가에 따른 성도의 그리스도와의 연합: 기독교 강요에 개진된 칼빈의 이해의 고유성”. 「개혁논총」 39 (2016): 27-56. 보관됨 2022-09-08 - 웨이백 머신
- 문병호. “가브리엘 비엘의 ‘facere quod in se est(자질대로 행함)’ 교리 비판: 칼빈의 입장에 비추어 오버만의 오류를 지적하며”. 「개혁논총」 40 (2016): 105-135. 보관됨 2022-09-08 - 웨이백 머신
- Moon, Byung-Ho. “A Critique of Paul Tillich’s Christology: Focused on His View of ‘Jesus as the Christ’ as ‘the New Being’.” Chongshin Theological Journal 22/1 (2017): 109-139.
- 문병호. “믿음의 교리(doctrina fidei): 칼빈이 개진한 믿음의 인식론적-구원론적 차원”. 「개혁논총」 42 (2017): 87-118. 보관됨 2022-09-08 - 웨이백 머신
- 문병호. “종교개혁 500주년에 다시 돌아보는 칼빈신학”. 「신학지남」 84/2 (2017): 37-68.
- 문병호. “돌트 신경의 기독론적 해석과 알미니우스 비판: ‘무조건적 선택’과 ‘제한속죄’의 상관성에 집중하여”. 「개혁논총」 48 (2018): 71-103. 보관됨 2022-09-08 - 웨이백 머신
- Moon, Byung-Ho. “Christus Caput Ecclesiae(Christ the Head of the Church): Calvin’s Covenantal Understanding.” Chongshin TheologicaL Journal 25 (2020): 35-59.
- 문병호. “이상원 교수의 개혁 기독교 윤리학”. 「신학지남」 87/4 (2020): 35-58.
- 문병호. “신학의 원리(principia theologiae): 헤르만 바빙크와 아브라함 카이퍼의 계시 이해”. 「개혁논총」 54 (2020): 9-46. 보관됨 2022-09-08 - 웨이백 머신
- 문병호. “‘교훈(Didactic)’과 ‘변증(Polemic)’: 벤자민 B. 워필드의 중보자 그리스도의 인격에 있어서의 신인양성의 위격적 연합 이해”. 「개혁논총」 56 (2021): 61-92. 보관됨 2022-09-08 - 웨이백 머신
- 문병호. “WEA 신복음주의 신학과 에큐메니칼 활동 비판: WCC에 편승하여 로마 가톨릭과 신학적 일치를 추구하고 포용주의, 혼합주의, 다원주의로 나아감”. 「신학지남」 88/2 (2021): 53-117.
- 문병호. “벤자민 B. 워필드의 개혁신학: 계시론, 삼위일체론, 기독론 중심으로”. 「신학지남」 88/4 (2021): 99-135.
- 문병호. “‘샬롬부흥’: 개혁신학적 의의와 가치”. 『샬롬 부흥』. 서울: 총회출판국, 2022: 60-78.
- 문병호. “죽산 박형룡 기독론의 요체: 중보자 그리스도의 신인양성의 위격적 연합과 그의 의의 전가”. 「신학지남」 89/3 (2022): 57-82.
- 문병호. “칼빈의 ‘조직신학서’ 『기독교 강요』: 필자의 1559년 라틴어 최종판 번역에 즈음해서”. 「신학지남」 90/4 (2023): 129-164.
- 문병호. “칼빈의 갈라디아서 설교에 개진된 언약신학적 그리스도 이해: 교리, 주해, 선포”. 「개혁논총」 68 (2024): 45-80.

## 같이 보기
- 총신대학교
- 개혁신학회
- 한국의신학자 목록
- 개혁신학자